# Matt Parry
Matthew „Matt” Parry (ur. 20 maja 1994 roku w Cardiff) – brytyjski kierowca wyścigowy.

## Życiorys

### Początki kariery
Parry rozpoczął karierę w jednomiejscowych samochodach wyścigowych w 2011 roku od startów w Formule Ford. W ramach niej startował w Brytyjskiej Formule Ford, Europejskim Pucharze Formuły Ford oraz w Festiwalu Formuły Ford. W serii europejskiej nie był klasyfikowany, zaś w brytyjskiej dorobek 291 punktów dał mu ósme miejsce w klasyfikacji generalnej. W klasie Duratec Festiwalu Formuły Ford był dziewiąty. W 2012 roku 13 zwycięstw oraz 21 miejsc na podium dało mu mistrzowski tytuł w Dunlop InterSteps Championship.

### Formuła Renault 2.0
Na sezon 2013 Brytyjczyk podpisał kontrakt z brytyjską ekipą Fortec Motorsport na starty w Północnoeuropejskim Pucharze Formuły Renault 2.0. Podczas rundy na torze Circuit Paul Ricard dołączył również do stawki Europejskiego Pucharu Formuły Renault 2.0. Jedynie w edycji północnoeuropejskiej był klasyfikowany. Zwyciężył tam w pięciu wyścigach i dziewięciokrotnie stawał na podium. Uzbierane 289 punktów pozwoliło mu zdobyć tytuł mistrza serii.
W sezonie 2014 Parry kontynuował współpracę z brytyjską ekipą Fortec Motorsports w Europejskim Pucharze Formuły Renault 2.0 oraz w Alpejskiej Formule Renault 2.0. W edycji europejskiej w ciągu czternastu wyścigów, w których wystartował, raz stanął na podium. Uzbierał łącznie 37 punktów. Dało mu to jedenaste miejsce w końcowej klasyfikacji kierowców. W serii alpejskiej raz uplasował się w czołowej trójce, jednak jego wyniki nie były wliczane do klasyfikacji generalnej.

### Seria GP3
W roku 2015 Parry nawiązał współpracę z fińskim teamem Koiranen GP. Wyniki Brytyjczyka były sinusoidalne. Po słabszych startach odnotował kilka udanych występów, w tym dwa trzecie miejsca (sobotnie zmagania na torze Silverstone i Hungaroring). W przeciągu rund trzech, na torach Monza, Spa-Francorchamps oraz Soczi, Walijczyk aż cztery wyścigi kończył przedwcześnie. Przełamał się na torze Sakhir, gdzie w sobotniej rywalizacji zajął najniższy stopień podium. Ostatecznie dorobek 67 punktów uplasował go na 8. miejscu.

## Wyniki

### GP3
| Legenda oznaczeń w tabelach wyników Wyświetl szablon na nowej stronie | Legenda oznaczeń w tabelach wyników Wyświetl szablon na nowej stronie                                                                     |
| Oznaczenie                                                            | Wyjaśnienie |
| --------------------------------------------------------------------- | --- |
| Złoty                                                                 | Zwycięzca lub mistrzostwo |
| Srebrny                                                               | 2. miejsce lub wicemistrzostwo |
| Brązowy                                                               | 3. miejsce lub II wicemistrzostwo |
| Zielony                                                               | Ukończył, punktował (w klasyfikacji generalnej, gdy zdobył co najmniej jeden punkt na przestrzeni sezonu, poza trzema powyższymi opcjami) |
| Niebieski                                                             | Ukończył, nie punktował (w klasyfikacji generalnej, gdy nie zdobył co najmniej jednego punktu na przestrzeni sezonu)                      |
| Czerwony                                                              | Nie zakwalifikował się (NZ) |
| Czerwony                                                              | Nie prekwalifikował się (NPK) |
| Różowy                                                                | Nie ukończył (NU) |
| Różowy                                                                | Niesklasyfikowany (NS) (w klasyfikacji generalnej, gdy nie został sklasyfikowany w żadnym wyścigu sezonu)                                 |
| Czarny                                                                | Zdyskwalifikowany (DK) |
| Czarny                                                                | Wykluczony (WYK/EX) |
| Biały                                                                 | Nie wystartował (NW) |
| Biały                                                                 | Kontuzjowany (K/INJ) |
| Biały                                                                 | Wyścig odwołany (OD/C) |
| Bez koloru                                                            | Został wycofany (WYC/WD) |
| Bez koloru                                                            | Nie przybył (NP/DNA) |
| Bez koloru                                                            | Nie brał udziału w treningach (NT/DNP) |
| Bez koloru                                                            | Nie został zgłoszony (–) |
| Pogrubienie                                                           | Start z pole position |
| Kursywa                                                               | Najszybsze okrążenie wyścigu |
| †                                                                     | Nie ukończył, ale jego rezultat został zaliczony ze względu na przejechanie więcej niż 90% dystansu wyścigu.                              |
| *                                                                     | Sezon w trakcie |
| 1/2/3                                                                 | Punktowana pozycja w sprincie kwalifikacyjnym                                                                                             |
| Lista systemów punktacji Formuły 1                                    | |

| Rok  | Zespół      | Wyniki w poszczególnych eliminacjach | Wyniki w poszczególnych eliminacjach | Wyniki w poszczególnych eliminacjach | Wyniki w poszczególnych eliminacjach | Wyniki w poszczególnych eliminacjach | Wyniki w poszczególnych eliminacjach | Wyniki w poszczególnych eliminacjach | Wyniki w poszczególnych eliminacjach | Wyniki w poszczególnych eliminacjach | Wyniki w poszczególnych eliminacjach | Wyniki w poszczególnych eliminacjach | Wyniki w poszczególnych eliminacjach | Wyniki w poszczególnych eliminacjach | Wyniki w poszczególnych eliminacjach | Wyniki w poszczególnych eliminacjach | Wyniki w poszczególnych eliminacjach | Wyniki w poszczególnych eliminacjach | Wyniki w poszczególnych eliminacjach | Punkty | Pozycja |
| ---- | ----------- | ------------------------------------ | ------------------------------------ | ------------------------------------ | ------------------------------------ | ------------------------------------ | ------------------------------------ | ------------------------------------ | ------------------------------------ | ------------------------------------ | ------------------------------------ | ------------------------------------ | ------------------------------------ | ------------------------------------ | ------------------------------------ | ------------------------------------ | ------------------------------------ | ------------------------------------ | ------------------------------------ | ------ | ------- |
| 2015 | Koiranen GP | ESP                                  | ESP                                  | AUT                                  | AUT                                  | GBR                                  | GBR                                  | HUN                                  | HUN                                  | BEL                                  | BEL                                  | ITA                                  | ITA                                  | RUS                                  | RUS                                  | BHR                                  | BHR                                  | ARE                                  | ARE                                  | 67     | 8       |
| 2015 | Koiranen GP | 13                                   | 9                                    | 13                                   | 7                                    | 3                                    | 5                                    | 5                                    | 3                                    | NU                                   | NU                                   | DK                                   | NU                                   | 7                                    | NU                                   | 11                                   | 3                                    | 6                                    | 24                                   | 67     | 8       |
| 2016 | Koiranen GP | ESP                                  | ESP                                  | AUT                                  | AUT                                  | GBR                                  | GBR                                  | HUN                                  | HUN                                  | GER                                  | GER                                  | BEL                                  | BEL                                  | ITA                                  | ITA                                  | MAL                                  | MAL                                  | ARE                                  | ARE                                  | 82     | 9       |
| 2016 | Koiranen GP | 12                                   | 20                                   | 6                                    | 7                                    | 4                                    | 16                                   | 1                                    | 5                                    | 3                                    | 7                                    | NU                                   | NU                                   | 9                                    | 17                                   | 9                                    | 4                                    | NU                                   | 12                                   | 82     | 9       |

### Podsumowanie
| Sezon | Seria                                         | Zespół                        | Wyścigi | Zwycięstwa | PP | NO | Podium | Punkty | Pozycja |
| ----- | --------------------------------------------- | ----------------------------- | ------- | ---------- | -- | -- | ------ | ------ | ------- |
| 2011  | Brytyjska Formuła Ford                        | Fluid Motorsport Developments | 24      | 0          | 0  | 1  | 0      | 291    | 8       |
| 2011  | Europejski Puchar Formuły Ford                | Fluid Motorsport              | 11      | 0          | 0  | 0  | 0      | 0      | NS      |
| 2011  | Festiwal Formuły Ford - Duratec - Pre finals  |                               | 3       | 0          | 0  | 0  | 0      | 0      | NS      |
| 2011  | Festiwal Formuły Ford - Duratec               |                               | 1       | 0          | 0  | 0  | 0      | N/A    | 9       |
| 2012  | Dunlop InterSteps Championship                | Fortec Motorsport             | 23      | 13         | 13 | 10 | 21     | 649    | 1       |
| 2013  | Północnoeuropejski Puchar Formuły Renault 2.0 | Fortec Competition            | 16      | 5          | 2  | 3  | 9      | 289    | 1       |
| 2013  | Europejski Puchar Formuły Renault 2.0         | Fortec Motorsports            | 2       | 0          | 0  | 0  | 0      | 0      | NS†     |
| 2013  | Alpejska Formuła Renault 2.0                  | Koiranen GP                   | 2       | 0          | 0  | 0  | 2      | 0      | NS†     |
| 2014  | Europejski Puchar Formuły Renault 2.0         | Fortec Motorsports            | 14      | 0          | 0  | 0  | 1      | 57     | 11      |
| 2014  | Alpejska Formuła Renault 2.0                  | Fortec Motorsports            | 6       | 0          | 0  | 0  | 1      | 0      | NS†     |
| 2015  | Seria GP3                                     | Koiranen GP                   | 18      | 0          | 0  | 0  | 3      | 67     | 8       |
| 2016  | Seria GP3                                     | Koiranen GP                   | 18      | 1          | 0  | 0  | 2      | 82     | 9       |

† – Parry nie był zaliczany do klasyfikacji